# Collie
Pour les articles homonymes, voir Collie (homonymie).
 (janvier 2018).
Si vous disposez d'ouvrages ou d'articles de référence ou si vous connaissez des sites web de qualité traitant du thème abordé ici, merci de compléter l'article en donnant les références utiles à sa vérifiabilité et en les liant à la section « Notes et références ».
Collie (7 084 habitants) est une ville de la région de South West, en Australie-Occidentale.
Elle est située à 213 km au sud de Perth et à 59 km à l'est de Bunbury.
C'est une ville minière possédant les seules mines de charbon d'Australie-Occidentale située dans une zone de forêt de Jarrahs d'où la présence à proximité des deux seules centrales thermiques au charbon de l'État (dont la centrale thermique de Muja), parmi les plus polluantes d'Australie.